# نیک ون اکسل
نیک ون اکسل (انگلیسی: Nick Van Exel؛ زادهٔ ۲۷ نوامبر ۱۹۷۱) بازیکن بسکتبال اهل ایالات متحده آمریکا است. از باشگاه‌هایی که در آن بازی کرده‌است می‌توان به گلدن استیت واریرز، پورتلند تریل بلیزرز، لس آنجلس لیکرز، آتلانتا هاوکس، دالاس ماوریکس، دنور ناگتس، و سن آنتونیو اسپرز اشاره کرد.